# Australian Entomologist
Australian Entomologist — австралійський рецензований ентомологічний науковий журнал для публікації результатів наукових досліджень в різних галузях науки про  комах Австралії, Нової Зеландії, Нової Гвінеї і островів Океанії.

## Історія
Журнал засновано в 1974 році. До 1993 року виходив під назвою The Australian Entomological Magazine. Випускається Ентомологічним Товариством Квінсленда (Entomological Society of Queensland).

### Ресурси Інтернету
- Офіц. сайт